# American Airlines Flight 587

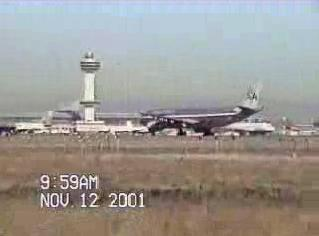
American Airlines Flight 587 på JFK innan olyckan.

American Airlines Flight 587 var ett reguljärt passagerarflyg från John F. Kennedy International Airport i New York City till Santo Domingos Las Américas internationella flygplats i Dominikanska republiken. Den 12 november 2001 havererade den Airbus A300-600 som flög rutten strax efter start i Belle Harbor i stadsdelen Queens, New York City. Samtliga 260 personer ombord omkom, tillsammans med fem personer på marken. Det är den näst dödligaste flygolyckan med en Airbus A300, efter Iran Air Flight 655 och den näst dödligaste flygolyckan som inträffat på amerikansk mark, efter American Airlines Flight 191 i Chicago 1979.

## Orsak
Platsen för olyckan och det faktum att den ägde rum två månader och en dag efter 11 september-attackerna mot World Trade Center på Manhattan, gav initialt upphov till farhågor om en till terroristattack. Men terrorism uteslöts officiellt som orsak av National Transportation Safety Board (NTSB), som istället tillskrev flygstyrmannen katastrofen p.g.a. dennes upprepade maximala roderutslag i snabb följd som svar på kraftig turbulens från en Japan Airlines 747-400 som lyft minuter innan. Enligt NTSB orsakade flygstyrmannens aggressiva användning av roderkontrollerna att den vertikala stabilisatorn kom att brytas av stjärtpartiet. Planets två motorer separerades också från flygkroppen innan det slog i marken. Styrmannen Sten Molins ödesdigra roderhandhavande förklarades också av NTSB som en konsekvens av American Airlines felaktiga pilotutbildning för att häva föregående flygavgångs negativa turbulenseffekter. Katastrofen totalreviderade flygbranschens utbildningsmanualer för roderanvändning.

## Omkomna
| Nationalitet            | Ombord | På marken | Totalt |
| ----------------------- | ------ | --------- | ------ |
| USA                     | 185    | 5         | 190    |
| Dominikanska republiken | 68     | 0         | 68     |
| Taiwan                  | 3      | 0         | 3      |
| Frankrike               | 1      | 0         | 1      |
| Haiti                   | 1      | 0         | 1      |
| Israel                  | 1      | 0         | 1      |
| Storbritannien          | 1      | 0         | 1      |
| Totalt                  | 260    | 5         | 265    |

## Fotnoter
1. ↑  American Airlines Flight 11 och United Airlines Flight 175 dödade tillsammans minst 2 600 personer, men majoriteten av dödsfallen från dessa var människor i 1 World Trade Center och 2 World Trade Center, i stället för flygplanet.